# São Pedro da Água Branca
São Pedro da Água Branca est une municipalité brésilienne située dans l'État du Maranhão.